# 田中啓介
田中 啓介（たなか けいすけ、1964年3月5日  ）は、ファッシャルディストーションモデル（FDM）の継承者。福岡県北九州市出身。

## 略歴
1964年、福岡県北九州市出身。
FDM（ファッシャル・ディストーション・モデル）の創始者、スティーブン・ティパルドスD.O.が認定したFDMの学位を、世界で唯一取得した正式なFDM継承者。創始者亡き後、FDMの国際的団体（FDM-GO）の初代代表に就任。
臨床の傍らアメリカ、ヨーロッパ、ロシア、アフリカの学会からの要請に応じ、FDMの教育、普及、執筆活動も行っている。

## 著書
- FDM：医学と外科的処置の実践範囲内における、ファッシャルディストーションモデルの臨床的、理論的応用 第4番（日本語版）翻訳出版
- STAY IN THE MODEL Vol.1（日本語版、英語版、ドイツ語版）
- STAY IN THE MODEL Vol.2（日本語版、ドイツ語版）
- STAY IN THE MODEL Vol.3（日本語版）
- 真正のファッシャルディストーションモデル（日本語版）
- 真正のファッシャルディストーションモデル（ポーランド語版）

## 監修
- 筋膜ディストーションモデル（出版：ガイアブックス 著者：マルカス・ネーゲル 翻訳者：吉永淳子）